# Egertenpass
Der Egertenpass, auch: Müllheimer Egerten, mit 925 m ü. NHN im Südschwarzwald in Baden-Württemberg verbindet die Ortschaft Badenweiler und Kandern miteinander. Auf der Passhöhe verläuft die Kreisgrenze zwischen dem Landkreis Lörrach und dem Landkreis Breisgau-Hochschwarzwald.

## Profil
Von Kandern führt die Südrampe der Passstraße mit moderater Steigung über die K 6350 parallel an der Kander. Der einzige Ort entlang des oberen Kandertals ist die Doppelgemeinde Malsburg-Marzell. Ab dem nördlicher gelegenen Marzell steigt die Gradiente deutlich an und erreicht nach dem Ortsausgang von Marzell ihr Maximum bei etwa 15 %. Etwa 1,2 Kilometer nach Marzell trifft auf einer Höhe von 829 m ü. NHN die Kreisstraße auf die L 140. Die Verzweigung rechts führt auf den Lipplepass zur Gemeinde Kleines Wiesental. An der Einmündung links führt die Passstraße in moderater Steigung an den Reha-Fachkliniken vorbei weitere 2,2 Kilometer bis zur Kulminationspunkt auf 925 Meter. Auf der Passhöhe gibt es einen Wanderparkplatz. Die Südrampe weist insgesamt 11,8 Kilometer Länge auf und überwindet dabei eine Höhe von 548 Metern, was einer durchschnittlichen Steigung von 4,6 % entspricht.
Die Westrampe des Egertenpass beginnt südlich des besiedelten Teils von Badenweiler auf der Kreuzung zwischen der Kanderner Straße und der L 140 auf einer Höhe von 488 m ü. NHN. Die Strecke führt fast vollständig durch bewaldetes Gebiet. Das Steigungsmaximum wird mit 14 % gleich zu Beginn der Rampe erreicht. In mehreren Haarnadelkurven schlängelt sich die Passstraße durch unbesiedeltes Gebiet, bis sie am Verzweigungspunkt Am Lindle auf rund 906 m ü. NHN auf die Hochblauenstraße führt. Die nach Süden abzweigende Sackgassenstraße führt auf den 1165 Meter hohen Hochblauen-Gipfel. Der Pass führt von dort nur noch in schwacher Steigung bis zum 1,5 Kilometer weiter östlich gelegenen Sattelpunkt. Die 6,1 Kilometer lange Westrampe überwindet 437 Höhenmeter was einer durchschnittlichen Steigung von 7,1 % entspricht. Der erste Abschnitt vom Eingang der Rampe bis zum Verzweigungspunkt Am Lindle sind 4,6 Kilometer und weist eine durchschnittliche Steigung von 9,1 % auf.

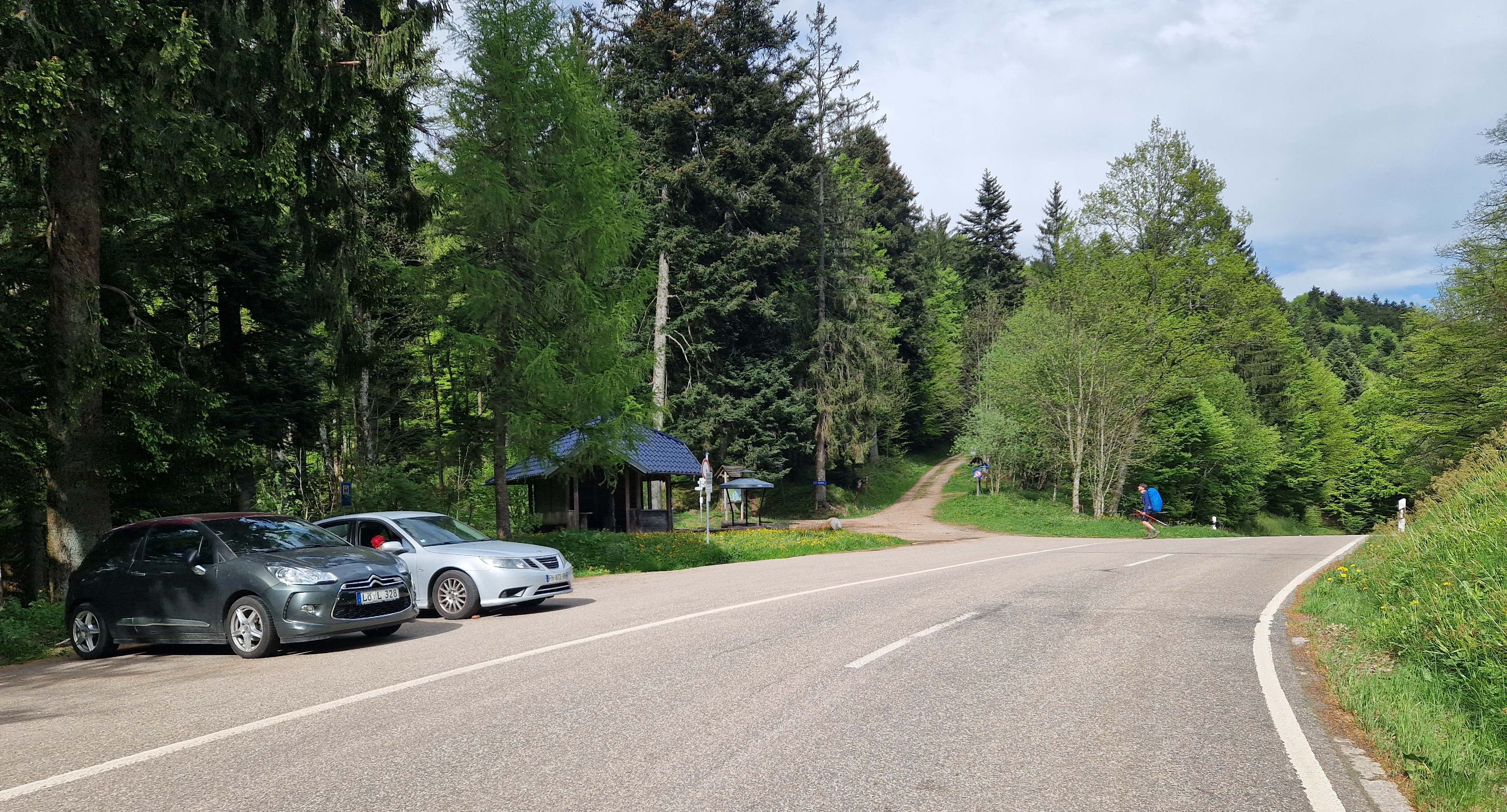
Passhöhe
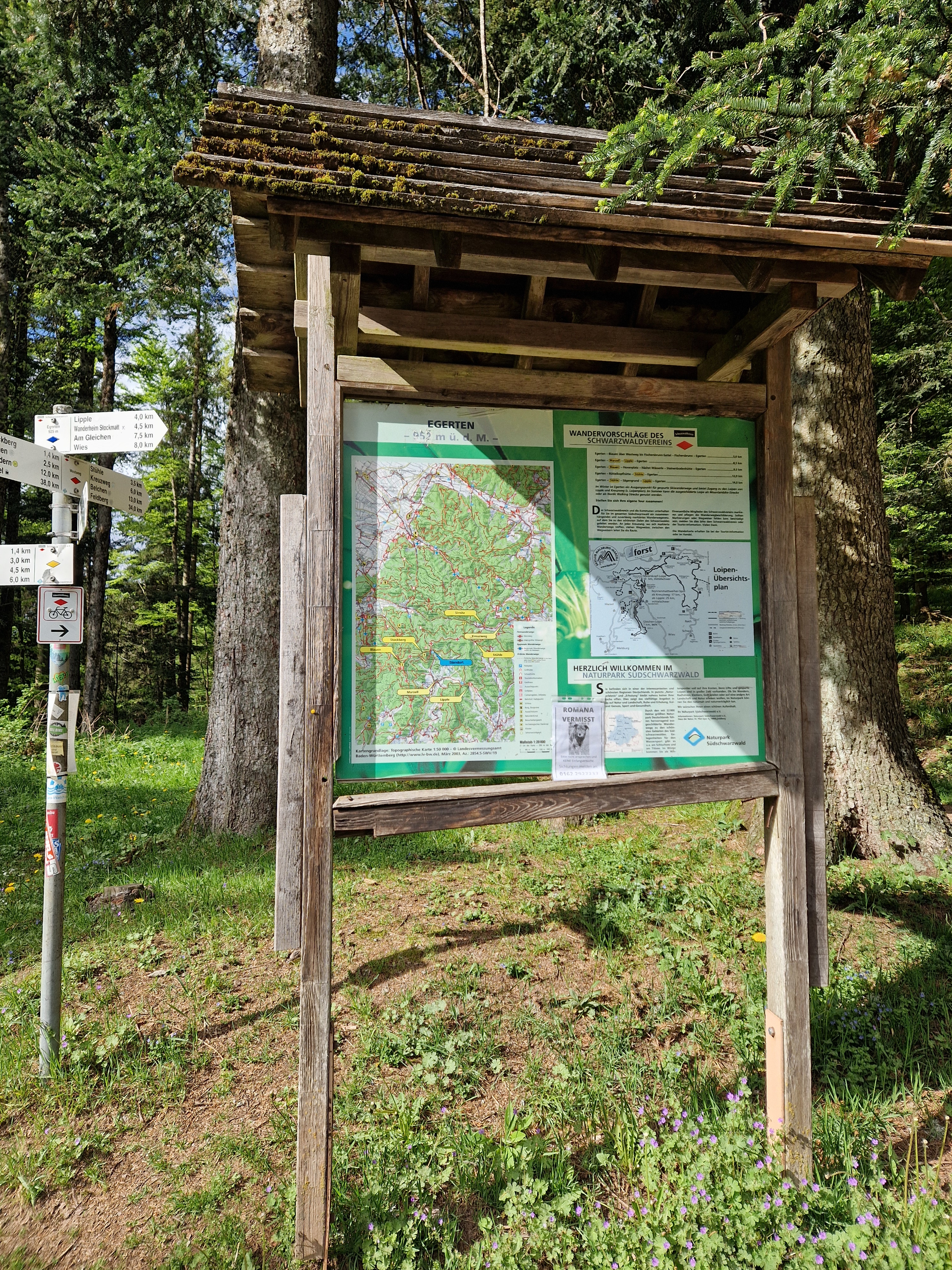
Hinweistafel
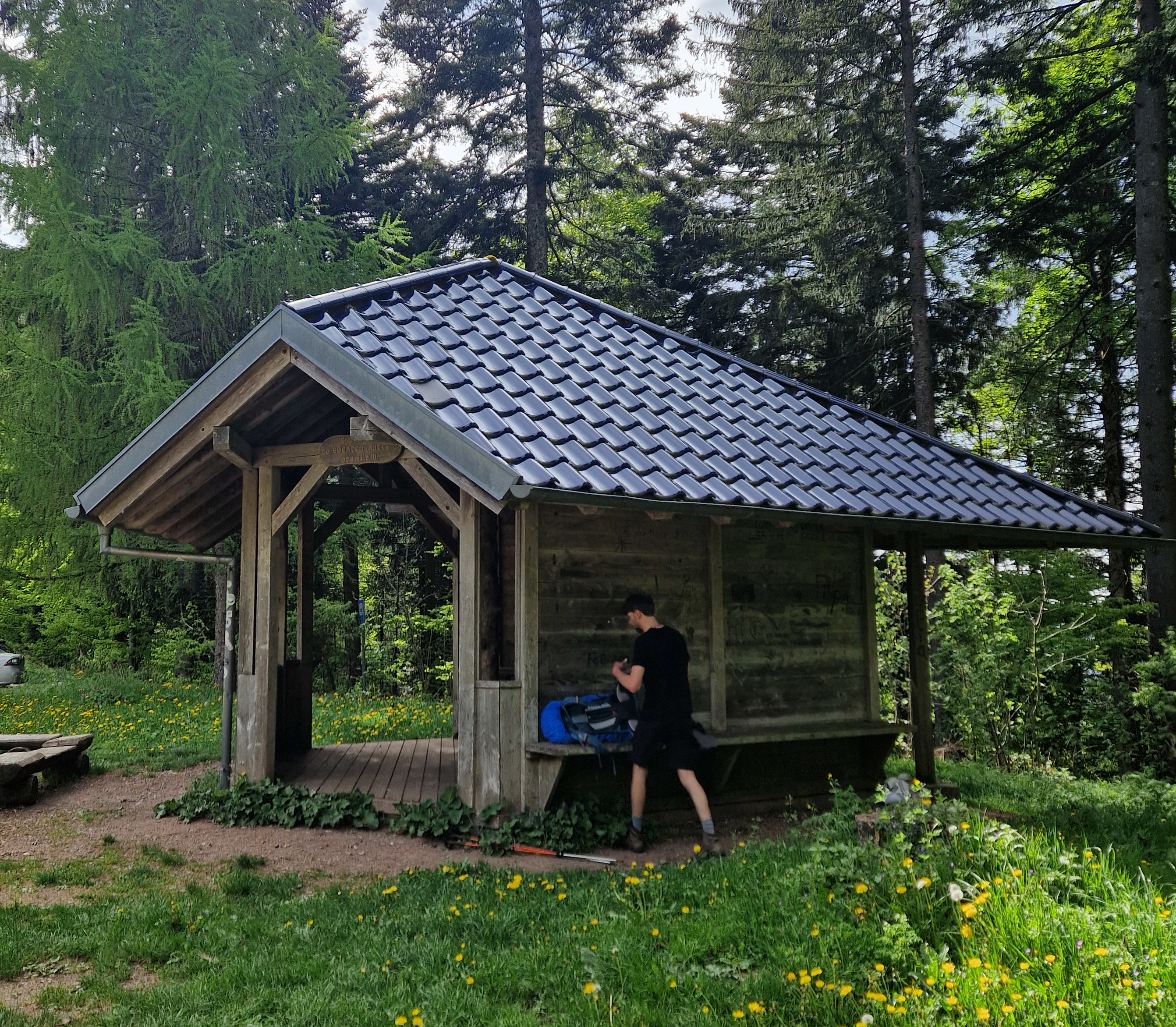
Schutzhütte

## Höhenwanderwege
Auf der Passhöhe des Egerten laufen auch diverse Wanderwege zusammen. Unter anderem die Variante A des Westwegs, der während der elften Etappe als markanter Wegpunkt vor dem Blauen-Gipfel aufgeführt wird, da er eine Schutzhütte und Grillstelle bietet. Der mit einer gelben Raute markierte Hexenplatzweg führt vom Pass am Osthang des Blauenausläufers zum Hexenplatz auf 843 m ü. NHN.
Wenige hundert Meter südlich vom Waldparkplatz an der Passhöhe befindet sich die abgegangene Burganlage Burg Stockburg.